# عايدة بويكر
عايدة بوبكر ممثلة وفنانة استعراضية تونسية معتزلة، اشتهرت بأدوارها في برامج الفوازير الرمضانية في التسعينيات على القناة التونسية. من أعمالها: فوانيس، أحلام الشاشة، في رمشة عين، نغمة وحكاية، ومسلسل جاري يا حمودة.

## سيرتها
بدأت عايدة بوبكر مشوارها الفني في منتصف التسعينات لما قدمها المخرج رؤوف كوكة في فوازيره «فوانيس» لرمضان 1994، وفي العام التالي انتدبها المخرج محمد رشاد بلغيث لبطولة فوازيره «أحلام الشاشة». وفي العام التالي شاركت مع المخرج رياض الكعبي في فوازير «في رمشة عين»، لتكرس نفسها نجمة الاستعراض في تونس.
زادت شهرتها كفنانة استعراضية عندما قدمت عرضا فرجويا راقصا في مشاركتها بمهرجان شعوب البحر الأبيض المتوسط في دورته الأولى الذي احتضنته مدينة باري الإيطالية سنة 1997، وأدت خلاله أغان من التراث التونسي بمصاحبة آلتي «الطبلة» و» الزكرة» التراثيتين، وارتدت الزي التونسي التقليدي. قدمت عرضها الاستعراضي على منصة مسرح غاريبالدي أحد أشهر مسارح إيطاليا، وقد حقق العرض نجاحا كبيرا وترك أصداءا إيجابية.
سنة 2000 عادت للتعاون مع المخرج رياض الكعبي وشاركت في فوزاير «نغمة وحكاية»، إلا أنها لم تواصل ظهورها على القنوات التونسية حتى سنة 2004 حين شاركت في آخر أعمالها بمسلسل جاري يا حمودة، لتعتزل الفن بشكل نهائي وتختفي عن الساحة الفنية مع مطلع سنة 2005.

## أعمالها
- فوانيس (فوازير 1994)
- أحلام الشاشة (فوازير 1995)
- في رمشة عين (فوازير 1996)
- نغمة وحكاية (فوازير 2000)
- جاري يا حمودة (مسلسل 2004)